# China-Millennium-Monument
Das China-Millennium-Monument (chinesisch 中華世紀壇 / 中华世纪坛, Pinyin Zhōnghuá shìjì tán – „Chinesisches Millenniumsdenkmal“) ist eine Sonnenuhrarchitektur in Peking, das für die Begrüßung des neuen Jahrtausends und des neuen Jahrhunderts von den Chinesen im Jahr 2000 eröffnet wurde. Auf einer Fläche von 4,5 Hektar und einer Gesamtnutzfläche von rund 42.000 Quadratmetern, erstreckt sich das China-Millennium-Monument auf der Nord-Süd-Achse zwischen dem Militärmuseum und der chinesischen Fernsehstation, mit dem Yuyuantan Park im Norden und mit dem West Beijing Railway Terminus im Süden. Das Millennium-Monument besteht aus der Sonnenuhrstruktur, dem Bronzetunnel, dem Fackelplatz, der Jahrhunderthalle, dem Kunstpavillon und anderen Bauwerken. Die Struktur des Monument kombiniert den Geist der traditionellen chinesischen Kultur mit moderner Architekturkunst. Es integriert Landschaftsbau, Skulptur, Wandmalerei, und verschiedenen anderen Kunstformen. Es stellt nicht nur eine ewige Erinnerung an die Jahrtausendwende dar, sondern dient auch als Zentrum für kulturelle, künstlerische und  wissenschaftliche Ausstellungen im In- und Ausland.

## Monument
Am Kopfende des Kreuzgangs liegt der Hauptteil des Millennium-Monuments, das aus zwei Teilen besteht, die „Qian“ und „Kun“ genannt werden. „Kun“ ist das statisch, stufenförmige, pyramidenähnliche Bauwerk, welches auf der Außenwand der Architektur, in einer Gleiskonstruktion angeordnet, die eingravierten symbolische Gebilde der 56 Nationalitäten Chinas trägt. Im Zentrum der statischen Struktur befindet sich „Qian“, eine rotierende Kreisfläche von 1.700 Quadratmetern, die in einem Neigungswinkel von 19,4 Grad pro Tag eine Umdrehung zurücklegt. Eine Bühne mit einem Durchmesser von 14 Metern in der Mitte der rotierenden Struktur dient als zentrale Arena für Kunst-Performances, Tanz und Gesang, sowie anderen großen Open-Air-Veranstaltungen. An der Oberseite des Monuments ist ein in den himmelragenden 45 Meter hoher Zeiger eingefügt, dessen Aussehen an die Sonnenuhr im Palace Museum erinnert. Der Zeiger ist ein Symbol für die Raum-Zeit-Verlängerung, was den immer vorwärts marschierenden Geist der Chinesen verkörpert.

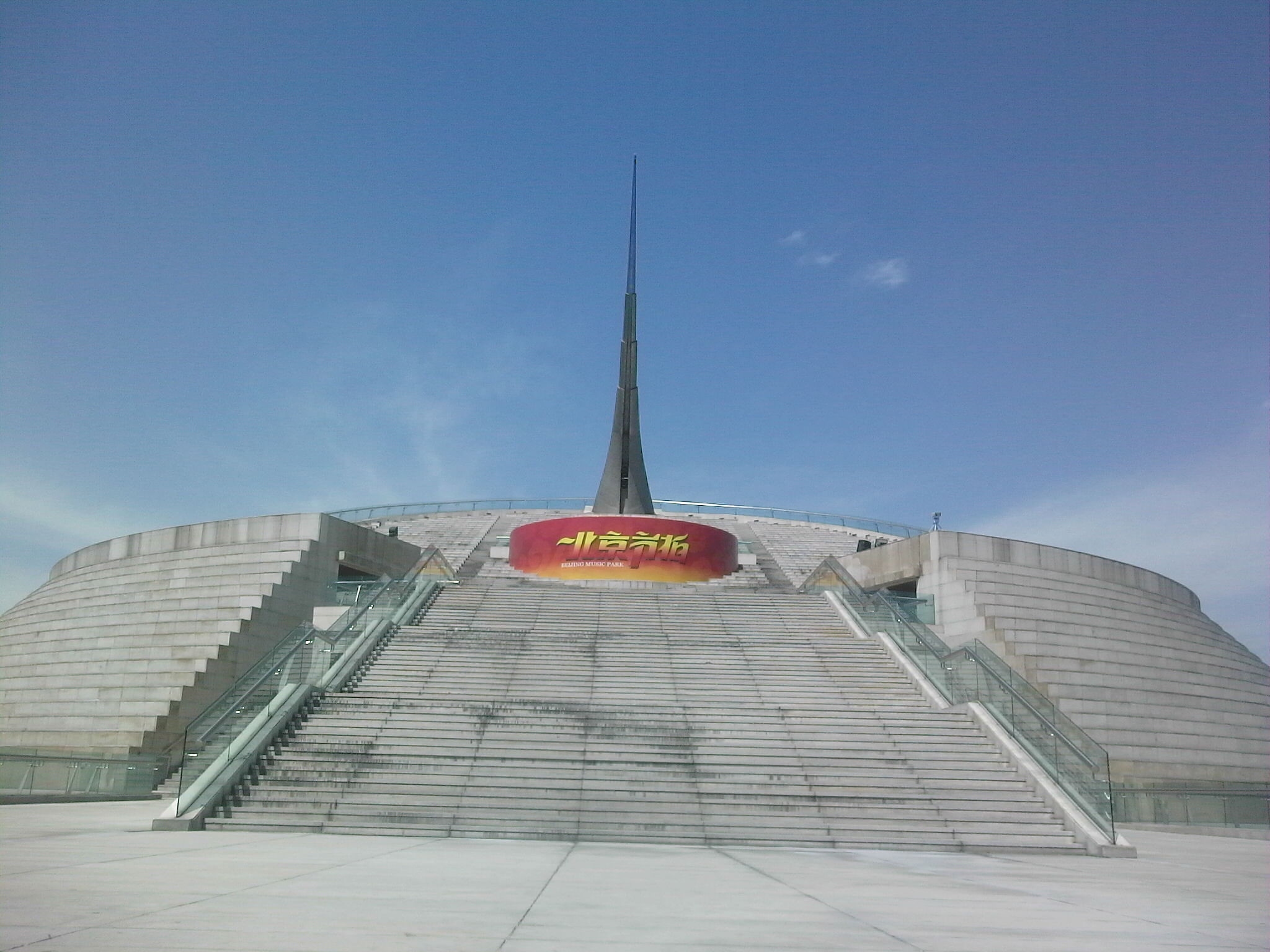
China-Millennium-Monument

Am südlichen Eingang steht eine weiße Marmortafel, auf der die fünf chinesischen Schriftzeichen Zhong, Hua, Shi, Ji und Tan, die von dem ehemaligen Präsident der Volksrepublik China Jiang Zemin geschrieben wurden, eingraviert sind. Im Inneren des südlichen Eingangs zum Monument befindet sich die Plaza des heiligen Feuers (sheng huǒ guǎng chǎng). Die Plaza liegt einen Meter unterhalb des Monumentlevels und ist mit 960 Granitstücke gepflastert, die mit dem sanften Anstieg des zentripetalen Bodens, den Aufstieg der chinesischen Nation symbolisiert. Die 960 Granitstücke stellen die 9,6 Millionen Quadratkilometer des Hoheitsgebiets Chinas dar. Das Heilige Feuer von China befindet sich in der Mitte der Plaza. Die ständig brennende Flamme ist etwa 45 Zentimeter hoch und hat ihren Ursprung auf dem Gelände des Peking-Menschen in Zhoukoudian, etwa 50 Kilometer von Peking entfernt, von wo sie mit Erdgas gespeist wird. Sie ist ein Zeichen der unaufhörlichen Kreativität der chinesischen Zivilisation. 
Entlang der östlichen und westlichen Seite der Plaza des heiligen Feuers befinden sich Wasserkaskaden, die in einen stetigen Strom die Treppe hinunter fließen. Sie symbolisieren die Mutterflüsse der chinesischen Nation: Der Jangtsekiang und Gelbe Fluss (Huang He). Wenn man entlang der Plaza in Richtung des Monuments geht, kommt man zu dem 270 Meter langen Bronze-Tunnel (Qing tong yǒng Dào). Im Zentrum des Tunnels liegt ein drei Meter breites Bronzebrett, das vom Süden nach Norden die Ereignisse der Wissenschaft, Technik, Kultur, Bildung und anderen Aspekten von 300 Millionen Jahren vor der Entstehung der Menschheit bis zum Jahr 2000 n. Chr. als Chronogramm festhält.
Das China Millennium Monument stellt die harmonische Entwicklung zwischen Mensch und Natur dar. Die Hauptfarben des Monument sind gelb und grün. Die Chinesen stellen den kulturellen Geist durch die gelbe Farbe und die Kombination von Himmel und Mensch, durch die grüne Farbe, gemäß einer traditionellen chinesischen Philosophie dar.

## World Art Museum
Innerhalb des China-Millennium-Monuments befindet sich ein Kunstmuseum, das World Art Museum von Peking (Shi jie yì shu guǎn). Es ist die erste Non-Profit-nationale Institution in China, die sich mit der Sammlung, Ausstellung und Forschung der Weltkunst beschäftigt. Durch die Zusammenarbeit mit Museen, Schulen und andere Bildungseinrichtungen weltweit, strebt sie an, die lokale Bevölkerung mit breiter menschlicher Zivilisation vertraut zu machen und dient der Förderung der kulturellen Kommunikation sowie der Kunstvermittlung. Auf diese Weise wird es ein Fenster zur Welt der Kunst und Zurschaustellung für die Kommunikation zwischen den Kulturen.
Das World Art Museum umfasst die Ausstellungshalle, die Galerie-Sonderausstellung, die digitale Kunstgalerie und Ausstellungsräume. Die Ausstellungsfläche beträgt etwa 20.000 Quadratmeter und dient mit den originalen Kunstwerken dazu, in großen Zügen die grundlegenden Kontexte der Geschichte der Weltkunst zu zeigen. In der Galerie-Sonderausstellung werden von höherer Ebene jährlich irgendein vertiefendes Thema eingebracht und veranstaltet. In der digitalen Kunstgalerie sind in einem Rundbau fünf Video-Bildschirme mit einer Bildschirmdiagonale von 381 Zentimeter und im 16:9-Format symmetrisch installiert. Sie dienen den täglichen Video-Präsentationen in einer hochauflösenden dreidimensionalen Multi-Media Umgebung.
In der Jahrhunderthalle sind auf einem Stein die ringförmige naturhafte bunten Wandmalereien aufgebracht. Mit einem Umfang von 117 Meter und einer Höhe von 4,8 Meter gehört sie zu den größten ringförmigen Wandmalereien in China. Es werden die wichtigen Begebenheiten und Ereignisse in vier historischen Stufen dargestellt, die den Geist und die Entwicklung der 5.000 jährigen Zivilisation der chinesischen Nation wiedergibt. Die erste Stufe zeigt den rationalen Geist der Zeit vor der Qin-Dynastie (von 221 v. Chr. bis 207 v. Chr.) und schildert den ursprünglichen gedanklichen Inhalt der chinesischen Nation. Die zweite Stufe verkörpert die tolerante Gesinnung von der Han-Dynastie (von 206 v. Chr. bis 220 n. Chr.) bis zur Tang-Dynastie (618–907) und schildert den großherzigen Geist der chinesischen Nation. Die dritte Stufe spiegelt die Treue zu der Song-Dynastie (960–1279), Yuan-Dynastie (1279–1368), Ming-Dynastie (1368–1644) und Qing-Dynastie (1644–1911), sowie die Stärke des Charakters der chinesischen Nation wider. Die vierte Stufe entspricht den historischen Variationen der modernen Erleuchtung und Erlösung, wobei der Geist der Unabhängigkeit der chinesischen Nation gezeigt wird.
Das World Art Museum von Peking ist eines der wichtigsten Institutionen für die Präsentation von Kunstausstellungen und kulturelle Aktivitäten in China. Es ist ein großer Schauplatz für bedeutende nationale und internationale Ausstellungen, Biennalen, groß angelegte Aufführungen und andere kulturelle Aktivitäten.